# 圆体爬岩鳅
圆体爬岩鳅（学名：Beaufortia cyclica）为辐鳍鱼纲鲤形目平鳍鳅科爬岩鳅属的鱼类，是中国的特有物种。分布于西江等。该物种的模式产地在广西龙州。
其种加词“cyclica”意为“圆的”。